# حادثه ردای بنفش
حادثه ردای بنفش (به ژاپنی: 紫衣事件, shie jiken)، یک درگیری سیاسی بود که در سال ۱۶۲۷ (میلادی)، در ژاپن رخ داد. رویارویی بین شوگون‌سالاری توکوگاوا و دربار امپراتوری زمانی آغاز شد که امپراتور به راهبان دو معبد اجازه داد تا لباس‌های بنفش بپوشند. لباس‌های بنفش به‌طور سنتی فقط برای با فضیلت‌ترین راهبان در نظر گرفته می‌شد و شوگون‌سالاری توکوگاوا فرمان امپراتور را باطل اعلام کرد، زیرا او قبلاً با آنها مشورت نکرده بود.
این امر منجر به اعتراض راهبان در دایتوکو-جی شد و این حادثه به عنوان رخداد ردای بنفش یا حادثه شیه شناخته شد. اعتقاد بر این است که این درگیری به کناره‌گیری امپراتور گومیزونو در سال ۱۶۲۹ کمک کرده است و نمونه ای برجسته از کنترل شوگون بر دربار امپراتوری در اوایل دوره ادو است.

## زمینه
این حادثه در اوایل دوره ادو (۱۶۰۳–۱۸۶۸) بود و شوگون‌سالاری توکوگاوا و دربار امپراتوری را در مقابل یکدیگر قرار داد.
در آن زمان، حکومت شوگون قوانینی را در تلاش برای اعمال کنترل خود بر دربار و معابد امپراتوری وضع کرده بود، از جمله "قوانین لباس بنفش امپراتوری برای ورود به معبد دایتوکو-جی، معبد میوشین، و معابد دیگر در ولایت یاماشیرو در ۱۶۱۳ و قوانین ممنوعیت در خانواده‌های ارباب در سال ۱۶۱۵.
شوگون‌سالاری توکوگاوا در قوانین کین-چو-نامپو تصریح می‌کند که اگر قرار است به شخصی لباس ارغوانی داده شود، باید ابتدا به شوگون‌سالاری توکوگاوا گزارش داده شود.
با این حال، «امپراتور گومیزونو» (سومین شاهزاده امپراتور گو-یوزی) دوست نداشت که توسط شوگون‌سالاری توکوگاوا کنترل شود. حتی پس از وضع قوانین کین-چو-نامپو، درباریان همچنان به آنها بی‌توجهی می‌کردند و لباس‌های بنفش به روحانیان می‌بخشیدند.
این حادثه توسط شوگون‌سالاری به وجود آمد، که قوانین کین-چو-نامپو را به منظور کنترل دربار امپراتوری وضع کرده بود. این مقررات شامل مقرراتی در مورد اجازه لازم برای پوشیدن لباس ارغوانی برای راهبان بودایی بود که نمادی از فضیلت والا بود و نیاز به تأیید امپراتور داشت. با این حال، شوگون سالاری به شدت با این مقررات مداخله کرد و منجر به نارضایتی امپراتور و اشراف شد.
در سال ۱۶۲۷، شوگون‌سالاری توکوگاوا اعطای لباس بنفش به راهبان را بدون اطلاع قبلی، نقض قانون دانستند و ابطال این اهدا به راهبان را تحمیل کرد.
سه راهب که اهدای ردای بنفش به آن لغو شد، تاکوآن سوهو، گیوکوشیتسو سوهو و کوگتسو سوگان ، سند اعتراضی را به شوگون‌سالاری توکوگاوا فرستادند.
به منظور افزایش بیشتر اقتدار شوگون‌سالاری توکوگاوا، ایشین سودن / کونچی‌این سودن قصد داشت سه راهب را به مجازات بسیار شدیدی محکوم کند و آنها را به جزیره ای دورافتاده تبعید کند. با این حال، ایشین سودن توسط تنکای متوقف شد، و تاکوآن سوهو به ولایت دوا (استان یاماگاتا و استان آکیتا کنونی)، کوگتسو سوگان به ولایت موتسو (منطقه شمال غربی توهوکو فعلی) تبعید شد و مجازاتی برای آنها تعیین نشد. با این حال، حادثه شیان روشن کرد که خانواده امپراتوری نمی‌توانند با قدرت شوگون‌سالاری توکوگاوا مخالفت کنند.